# شون جونز (لاعب كرة قدم أمريكية)
شون جونز (بالإنجليزية: Sean Jones)‏ هو لاعب كرة قدم أمريكية أمريكي، ولد في 19 ديسمبر 1962 في كينغستون في جامايكا.

## وصلات خارجية
- شون جونز على موقع مرجع كرة القدم المحترفة.كوم (الإنجليزية)